# کارولین گودال
 کارولین گودال (انگلیسی: Caroline Goodall؛ زادهٔ ۱۳ نوامبر ۱۹۵۹) یک هنرپیشه اهل استرالیا است.
از فیلم‌ها یا برنامه‌های تلویزیونی که وی در آن نقش داشته است می‌توان به فهرست شیندلر، قلاب، دفتر خاطرات شاهزاده خانم ۲: تعهد سلطنتی، دوریان گری، دفتر خاطرات شاهزاده خانم، افشاگری، گل‌های هریسون، در جستجوی آزادی، نور سرد روز، زندگی من در ویرانه‌ها و روانی اشاره کرد.